# Robin Pront
Robin Pront, né en 1986 à Anvers, est un réalisateur et scénariste belge.

## Filmographie
- 2010 : Injury Time
- 2010 : 19:00
- 2015 : Les Ardennes (D'Ardennen)
- 2018 : Bandits des bois (The Flemish Bandits)
- 2020 : The Silencing
- 2022 : Zillion

## Récompenses
- Magritte 2016 : meilleur film flamand pour Les Ardennes (D'Ardennen)
- Ensors 2016 : meilleur film et meilleur scénario pour Les Ardennes (D'Ardennen)